# Bactrocera ochrosiae
Bactrocera ochrosiae är en tvåvingeart som först beskrevs av Malloch 1942.  Bactrocera ochrosiae ingår i släktet Bactrocera och familjen borrflugor.
Artens utbredningsområde är Nordmarianerna. Inga underarter finns listade.